# しゃあけえ大ちゃん
『しゃあけえ大ちゃん』（しゃあけえだいちゃん）は、1964年7月24日から1965年1月22日までTBS系列の毎週金曜18:00 - 18:30（JST）に放送された児童向けドラマである。

## 概要
紺のかすりにズックのかばん、頭に小さな学帽をかぶり、藤蔓の手製の鳥かごに「親友」のブンチョウ・ブン太を入れて、東京に出て来た大ちゃんが、都会性に慣れきった大人や子供達の間で気ままに行動し、驚きと笑いを起こす。
同局放送の『図々しい奴』で、主人公・戸田切人の少年時代を演じた岩上正宏が主演する作品。主題歌は石川進が歌う。

## 出演者
- 大ちゃん：岩上正宏
- ゆかり：上原ゆかり
- 兼吉：殿山泰司
- 松江：市川寿美礼
- 石田老人：浜村純

ほか

## スタッフ
- 脚本：高橋二三、光畑碩郎、才賀明、櫻井康裕
- 監督：三輪彰、今泉善珠
- 制作：国際放映、TBS[2]

## サブタイトル
- 第1話（1964年7月24日）「山からきた子ども」
- 第2話（1964年7月31日）「一本松の決闘」
- 第3話（1964年8月7日）「噓つき郵便」
- 第4話（1964年8月14日）「よく学び、よく遊べ」
- 第5話（1964年8月21日）「雑草の歌」
- 第6話（1964年8月28日）「こわれた牛乳瓶」
- 第7話（1964年9月4日）「はだか戦争」
- 第8話（1964年9月11日）「文化生活万歳」
- 第9話（1964年9月18日）「裏切りもの」
- 第10話（1964年9月25日）「トンカツはきらい」[注釈 1]
- 第11話（1964年10月2日）「口なし物語」
- 第12話（1964年10月9日）「まんじゅうこわい」
- 第13話（1964年10月16日）「赤ちゃんは忘れもの」

- 第14話（1964年10月30日）「モデル学校騒動」
- 第15話（1964年11月6日）（サブタイトル不明）
- 第16話（1964年11月13日）「飯時の客」
- 第17話（1964年11月20日）「十二時発東京行」
- 第18話（1964年11月27日）「コーモリ傘空を飛ぶ」
- 第19話（1964年12月4日）「掘っても掘っても」
- 第20話（1964年12月11日）「守られた約束」
- 第21話（1964年12月18日）「幸福になる実」
- 第22話（1964年12月25日）「現代ッ子ナンバーワン」
- 第23話（1965年1月1日）「女の子がいっぱい」
- 第24話（1965年1月8日）「忍法ろく木渡り」
- 第25話（1965年1月15日）「洋館の少女」
- 第26話（1965年1月22日）「太鼓のマーチ」

※1964年10月23日は、東京オリンピックの体操競技中継のため休止。

## 放送局
- TBS（制作局）：金曜 18:00 - 18:30
- 北海道放送：火曜 18:00 - 18:30[4]
- 青森放送：金曜 18:15 - 18:45[5]
- 岩手放送：月曜 18:00 - 18:30[6]
- 秋田放送：金曜 17:38 - 18:08[5]
- 山形放送：木曜 12:15 - 12:45[7]
- 東北放送：金曜 18:00 - 18:30[8]
- 福島テレビ（1967年に放送）：月曜 - 金曜 17:15 - 17:45[9]
- 北日本放送：月曜 17:35 - 18:05[10]
- 北陸放送：土曜 16:42 - 17:12（1966年1月時点）[11]
- 信越放送：日曜 18:00 - 18:30（1966年1月時点）[12]
- 静岡放送：土曜 15:00 - 15:30（1966年1月時点）[13]
- 朝日放送：日曜 10:00 - 10:30（1965年4月時点）[14]
- RKB毎日放送：火曜 18:00 - 18:30（1966年1月時点）[15]
- 熊本放送：火曜 19:00 - 19:30（1966年1月時点）[15]
- 大分放送：金曜 19:00 - 19:30（1967年9月時点）[16]